# Sotira-Teppes
Sotira-Teppes is een archeologische vindplaats op Cyprus. De nederzetting gaf de naam aan de neolithische Sotiracultuur, de tweede fase van het keramisch neolithicum op Cyprus.
De nederzetting ligt in het zuiden van het eiland op een plateau bovenop een heuvel. Uit opgravingen bleek dat sommige hellingen ook bebouwd waren. De nederzetting dateert waarschijnlijk uit het 5e millennium v.Chr. en werd in 1947 en begin jaren 1950 opgegraven door de Cypriotische archeoloog Porphyrios Dikaios, met financiële steun van het Museum voor Archeologie en Antropologie van de Universiteit van Pennsylvania. Een deel van de vondsten kwam daarom terecht in het Pennsylvania Museum of Archaeology and Anthropology. Er zijn drie bronnen in de buurt. Tijdens opgravingen werden 47 gebouwen gevonden, waarvan de meeste rechthoekig waren maar sterk afgeronde hoeken hadden. Ze hadden meestal een diameter van 3 tot 4 meter, hadden meestal maar één kamer en waren vrijstaand. Er waren enkele gebouwen met meerdere kamers en uitbreidingen. De gebouwen waren gemaakt van steen en puin en versterkt met leempleister. Paalgaten hebben mogelijk gediend ter ondersteuning van daken van stro en klei. De gebouwen bevatten talrijke installaties die typisch zijn voor woongebouwen. Hiertoe behoren onder meer haarden, stenen banken en putten met vaatwerk. Sommige huizen waren rond een open ruimte gegroepeerd, andere hadden mogelijk een open binnenplaats.
Porphyrios Dikaios ging aanvankelijk uit van vier bouwfasen, maar een nieuwe behandeling van de opgravingsrapporten gaat uit van drie fasen. Zo waren de woningen in de eerste fase losjes verdeeld over het plateau, terwijl de bebouwing in fase 2 en 3 dichter werd. Fase 1 eindigde met een brand, fase 2 wellicht door een aardbeving.
De vondsten omvatten voornamelijk aardewerk. Er werden 16.000 fragmenten gevonden. Op basis van de klei kunnen twee typen worden onderscheiden. Vaatwerk van rode klei maakt het grootste deel uit. Daarnaast is er een lichte, crèmekleurige kleisoort. Veel vaten zijn versierd met een golfpatroon. Er zijn voornamelijk kommen en flesachtig vaatwerk. Andere vondsten brachten talloze stenen werktuigen en werktuigen van been aan het licht. Ook kralen en amuletten maken deel uit van de vondsten. Ook werd een fallusfiguur van kalksteen gevonden.